# Монтевитоцо
Монтевитоцо (итал. Montevitozzo) је насеље у Италији у округу Гросето, региону Тоскана.
Према процени из 2011. у насељу је живело 106 становника. Насеље се налази на надморској висини од 657 м.